# 塔里夫區

36°46′02″N 8°18′50″E / 36.7672°N 8.3138°E
塔里夫區（阿拉伯语：‎），是阿爾及利亞的行政區，位於該國東北部，由塔里夫省負責管轄，首府設於塔里夫，面積582平方公里，2010年人口51,787，人口密度每平方公里89人。